# Azouz Statra
Azouz Statra (né en 1981) est un acteur algérien.

## Biographie
Il a connu les arts dramatiques au collège à l’âge de 6 ans où il jouait pour les élèves de ses classes ainsi qu’aux fêtes de fin d’année selon la demande de ses professeurs. En montant les échelles d’études et en 1995, il fonde avec ses compagnons d'étude une petite troupe de théâtre amateur qui porte ce nom: le sourire (Dahka). À cette époque, il s'agissait principalement de saynètes inspirées beaucoup plus des sketchs connus des grands vedettes algérienne tel que (Hassan El-Hassani, l'Inspecteur Tahar, Ma mesouda, etc.) ou de petites tentatives d’écriture.
Secrétaire de la coopérative théâtrale les Compagnons de Nedjma de Sétif depuis 2004, Azouz Statra, comédien est également chanteur et musicien (instruments traditionnels – bandires).

## Carrière

### Théâtre
- 1999: les cousins de Radouane Rouchdi
- 2000: one-man-show (El dawiya)
- 2007: Aouled Amer (Les enfants d'Amer), subventionnée dans le cadre d'Alger capitale de la culture arabe 2007; avec une mise en scène de Tayeb Dehimi

### Cinéma
- 2001: Le réseau de Lebssir
- 2004: L’errant d'Abdelatif Bounab, (en arabe et français, en qualité de acteur-chanteur)
- 2005: Du rouge sur la croix de Dominique Othenin-Girard
- 2005: Il participe au stage de formation mené par Jean-Yves Pique (acteur – auteur – metteur en scène français)
- 2007: Noir sur Blanc - ACTE III dans le cadre de du partenariat artistique entre (les compagnons de Nedjma - Sétif et l'Aso. Chrysalide d'Alger et l'Aso. Gertrude II de Lyon)